# Savatheda Fynes
Savatheda Fynes (Sinh ngày 17 tháng 10 năm 1974) là một vận động viên điền kinh người Bahamas. Cô dành huy chương vàng tại Thế vận hội mùa hè 2000 nội dung 4 x 100 m tiếp sức. Một số nguồn chính tả tên của cô là "Sevatheda".

## Nghề nghiệp
Cô tốt nghiệp Khoa Sinh lý và Thể dục tại Đại học bang Michigan, East Lansing, Michigan, Hoa Kỳ. Cô đã bỏ lỡ Giải vô địch Điền kinh Thế giới IAAF 2001 do chấn thương. Cô đã có một tai nạn xe hơi nhỏ trước khi các cuộc thử nghiệm Olympic 2000, giới hạn luyện tập của cô. Tại giải vô địch thế giới năm 1999, cô bị loại ở trận bán kết do chấn thương hông. Vào năm 1996, chấn thương gân kheo đã khiến cô không thể tham gia nội dung 100m tại Thế vận hội mùa hè 1996
Cô là thành viên của đội tiếp sức 4 x 100 m Bahamas đã dành huy chương vàng tại Giải vô địch Điền kinh Thế giới IAAF 1999. Sau đó, cô cùng nhóm của mình là Pauline Davis-Thompson, Debbie Ferguson, Chandra Sturrup và Eldece Clark-Lewis được mệnh danh là "Những cô gái vàng". Khi họ một lần nữa giành huy chương vàng tại Thế vận hội mùa hè 2000, họ đã cho họ thấy lý do tại sao họ đã giành được cái tên đó. Các cô gái đã trở về từ Sydney đến một lễ hội kéo dài sáu ngày để vinh danh họ, từ tiệc chiêu đãi và diễu hành đến các giải thưởng tiền tệ và trợ cấp đất đai. Ngân hàng Trung ương thậm chí đã được ủy thác để đúc một đồng tiền vàng kỷ niệm để tôn vinh chiến thắng của họ.
Cô đã nhận được một học bổng thể thao của Đại học phía Nam tại New Orleans, nhưng sau đó được chuyển sang Đại học Miền Đông Michigan và sau đó đến Đại học bang Michigan.
Cô bị buộc không tham gia mùa giải 1996 vì cô là người đang bị chuyển nhượng. Cô đã tham dự một cuộc thi trong nhà năm đó và ở trong một căn phòng khách sạn trả tiền bởi bang Michigan. Đó là một sự vi phạm, cô đã kết thúc năm thi đấu chuyên nghiệp của mình vào năm 1998 và huấn luyện viên của cô bị mất việc.

## Thành tích cá nhân
- 100 m: 10.91 seconds ở Lausanne 1999
- 60 m: 7.01 seconds ở Maebashi 1999
- 50 m: 6.05 seconds ở Liévin 2000